# Ахмедбеков, Давранбек
Давранбек Ахмедбеков (1894, Ходжент, Самаркандская область, Российская империя — 4 октября 1938) — участник революционного движения, государственный деятель, нарком юстиции Узбекской ССР. Прокурор Узбекской ССР (1932—1936).

## Биография
Родился в крестьянской семье. Окончил старо-методную и русско-туземную школы.
Член РКП(б) с апреля 1918 г.
- 1932—1936 гг. — народный комиссар юстиции-прокурор Узбекской ССР,
- 1936—1937 гг. — секретарь ЦИК Узбекской ССР.

В октябре 1938 года выездной сессией Военной коллегией Верховного Суда СССР был приговорен к высшей мере наказания. В мае 1956 г. Военной коллегией Верховного Суда СССР реабилитирован.